# Deep Purple/Diskografie
Diese Diskografie ist eine Übersicht über die musikalischen Werke der britischen Rockband Deep Purple. Den Quellenangaben und Schallplattenauszeichnungen zufolge hat sie bisher mehr als 15,8 Millionen Tonträger verkauft, davon alleine in ihrer Heimat über 1,5 Millionen. Ihre erfolgreichste Veröffentlichung ist das Album Machine Head mit über 2,5 Millionen verkauften Einheiten.

## Alben

### Studioalben
| Jahr | Titel #                    | Höchstplatzierung, Gesamtwochen/‑monate, AuszeichnungChartplatzierungen (Jahr, Titel, #, Platzierungen, Wochen/Monate, Auszeichnungen, Anmerkungen) | Höchstplatzierung, Gesamtwochen/‑monate, AuszeichnungChartplatzierungen (Jahr, Titel, #, Platzierungen, Wochen/Monate, Auszeichnungen, Anmerkungen) | Höchstplatzierung, Gesamtwochen/‑monate, AuszeichnungChartplatzierungen (Jahr, Titel, #, Platzierungen, Wochen/Monate, Auszeichnungen, Anmerkungen) | Höchstplatzierung, Gesamtwochen/‑monate, AuszeichnungChartplatzierungen (Jahr, Titel, #, Platzierungen, Wochen/Monate, Auszeichnungen, Anmerkungen) | Höchstplatzierung, Gesamtwochen/‑monate, AuszeichnungChartplatzierungen (Jahr, Titel, #, Platzierungen, Wochen/Monate, Auszeichnungen, Anmerkungen) | Anmerkungen |
| Jahr | Titel #                    | DE | AT | CH | UK | US | Anmerkungen |
| ---- | -------------------------- | --- | --- | --- | --- | --- | --- |
| 1968 | Shades of Deep Purple I    | — | — | — | — | US24 (23 Wo.)US | Erstveröffentlichung: September 1968, auch als Murmullo – Hush (Mexiko) 1969 veröffentlicht 1 |
| 1968 | The Book of Taliesyn I     | — | — | — | — | US54 (14 Wo.)US | Erstveröffentlichung: 11. Dezember 1968 |
| 1969 | Deep Purple I              | DE— GoldDE | — | — | — | US162 (6 Wo.)US | Erstveröffentlichung: 21. Juni 1969 Verkäufe: + 250.000; auch als El Libro De Taliesyn (Argentinien) 1986 veröffentlicht 2 |
| 1970 | Deep Purple in Rock II     | DE1 Gold · (21 Mt.)DE | — | CH90 (2 Wo.)CH | UK4 Gold · (68 Wo.)UK | US143 Gold · (21 Wo.)US | Erstveröffentlichung: 3. Juni 1970 Verkäufe: + 1.375.000; auch als In Memoriam In Rock (Indonesien) 3 und als In Rock 4 1970 veröffentlicht in CH erst 2020 in den Charts                                                                      |
| 1971 | Fireball II                | DE1 (12 Mt.)DE | — | — | UK1 (25 Wo.)UK | US32 Gold · (18 Wo.)US | Erstveröffentlichung: 15. September 1971 Verkäufe: + 590.000; auch als In Memoriam Fireball (Indonesien) 5 veröffentlicht. |
| 1972 | Machine Head II            | DE1 (42 Wo.)DE | AT4 (17 Wo.)AT | CH19 (3 Wo.)CH | UK1 Gold · (25 Wo.)UK | US7 ×2Doppelplatin · (118 Wo.)US | Erstveröffentlichung: 24. März 1972 Verkäufe: + 2.525.000; auch als In Memoriam Machine Head (Indonesien) 6 veröffentlicht in CH erst 2024 in der Super Deluxe Edition in den Charts                                                           |
| 1973 | Who Do We Think We Are II  | DE3 (7 Mt.)DE | AT2 (6 Mt.)AT | — | UK4 (11 Wo.)UK | US15 Gold · (49 Wo.)US | Erstveröffentlichung: Februar 1973 Verkäufe: + 600.000; auch als Quien Nos Creemos Que Somos? (Argentinien) 7 veröffentlicht. |
| 1974 | Burn III                   | DE1 Gold · (14 Mt.)DE | AT1 (9 Mt.)AT | — | UK3 Gold · (21 Wo.)UK | US9 Gold · (30 Wo.)US | Verkäufe: + 1.000.000; auch als Arde (Uruguay) 8, Quemadura (Venezuela) 9, In Memoriam Burn (Indonesien) 10 und Quemar (Argentinien) 11 veröffentlicht.                                                                                        |
| 1974 | Stormbringer III           | DE10 (6 Mt.)DE | AT4 (5 Mt.)AT | — | UK6 Silber · (13 Wo.)UK | US20 Gold · (15 Wo.)US | Erstveröffentlichung: 8. November 1974 Verkäufe: + 710.000; auch als Soldier Of Fortune (Südkorea) 12, El Tormentoso (Venezuela) 13, The Best Of Deep Purple 14, Traetormentas (Argentinien) 15 und Несущий Бурю (Russland) 16 veröffentlicht. |
| 1975 | Come Taste the Band IV     | DE29 (4 Mt.)DE | — | — | UK19 Silber · (4 Wo.)UK | US43 (14 Wo.)US | Erstveröffentlichung: 7. November 1975 Verkäufe: + 110.000; auch als Ochutnávka (Tschechoslowakei) 17 und Vení y probá la banda (Argentinien) 18 veröffentlicht.                                                                               |
| 1984 | Perfect Strangers II       | DE2 Gold · (28 Wo.)DE | AT5 (4 Mt.)AT | CH1 (20 Wo.)CH | UK5 Gold · (15 Wo.)UK | US17 Platin · (32 Wo.)US | Erstveröffentlichung: 29. Oktober 1984 Verkäufe: + 1.505.000; auch als Deep Purple (Italien) 19, Perfectos Extraños (Venezuela) 20 und Extraños (Argentinien) 21 veröffentlicht.                                                               |
| 1987 | The House of Blue Light II | DE1 (17 Wo.)DE | AT11 (2 Mt.)AT | CH3 Gold · (13 Wo.)CH | UK10 Silber · (9 Wo.)UK | US34 (22 Wo.)US | Erstveröffentlichung: 12. Januar 1987 Verkäufe: + 135.000 |
| 1990 | Slaves and Masters V       | DE23 (14 Wo.)DE | AT28 (1 Wo.)AT | CH5 Gold · (16 Wo.)CH | UK45 (2 Wo.)UK | US87 (19 Wo.)US | Erstveröffentlichung: 5. Oktober 1990 Verkäufe: + 25.000 |
| 1993 | The Battle Rages On II     | DE13 (14 Wo.)DE | AT9 (16 Wo.)AT | CH7 (10 Wo.)CH | UK21 (3 Wo.)UK | US192 (1 Wo.)US | Erstveröffentlichung: 2. Juli 1993 |
| 1996 | Purpendicular VI           | DE20 (15 Wo.)DE | AT16 (11 Wo.)AT | CH17 (8 Wo.)CH | UK58 (1 Wo.)UK | — | Erstveröffentlichung: 17. Februar 1996 |
| 1998 | Abandon VI                 | DE16 (8 Wo.)DE | AT25 (7 Wo.)AT | CH46 (4 Wo.)CH | UK76 (1 Wo.)UK | — | Erstveröffentlichung: 2. Juni 1998 |
| 2003 | Bananas VII                | DE3 (7 Wo.)DE | AT12 (5 Wo.)AT | CH13 (6 Wo.)CH | UK85 (1 Wo.)UK | — | Erstveröffentlichung: 9. September 1993 Verkäufe: + 10.000 |
| 2005 | Rapture of the Deep VII    | DE10 (8 Wo.)DE | AT20 (4 Wo.)AT | CH16 (5 Wo.)CH | UK81 (1 Wo.)UK | — | Erstveröffentlichung: 1. November 2005 |
| 2013 | Now What?! VII             | DE1 Gold · (17 Wo.)DE | AT1 (6 Wo.)AT | CH2 (14 Wo.)CH | UK19 (4 Wo.)UK | US110 (2 Wo.)US | Erstveröffentlichung: 26. April 2013 Verkäufe: + 200.000 |
| 2017 | Infinite VII               | DE1 Gold · (17 Wo.)DE | AT4 (11 Wo.)AT | CH1 (14 Wo.)CH | UK6 (4 Wo.)UK | US105 (1 Wo.)US | Erstveröffentlichung: 7. April 2017 Verkäufe: + 118.500 |
| 2020 | Whoosh! VII                | DE1 (20 Wo.)DE | AT1 (10 Wo.)AT | CH1 (16 Wo.)CH | UK4 (3 Wo.)UK | US161 (1 Wo.)US | Erstveröffentlichung: 7. August 2020 |
| 2021 | Turning to Crime VII       | DE5 (8 Wo.)DE | AT5 (6 Wo.)AT | CH4 (9 Wo.)CH | UK28 (1 Wo.)UK | — | Erstveröffentlichung: 26. November 2021 Coveralbum |
| 2024 | =1 VIII                    | DE1 (8 Wo.)DE | AT2 (6 Wo.)AT | CH1 (8 Wo.)CH | UK12 (1 Wo.)UK | — | Erstveröffentlichung: 19. Juli 2024 |

grau schraffiert: keine Chartdaten aus diesem Jahr verfügbar

### Livealben
| Jahr | Titel #                                                                             | Höchstplatzierung, Gesamtwochen/‑monate, AuszeichnungChartplatzierungen (Jahr, Titel, #, Platzierungen, Wochen/Monate, Auszeichnungen, Anmerkungen) | Höchstplatzierung, Gesamtwochen/‑monate, AuszeichnungChartplatzierungen (Jahr, Titel, #, Platzierungen, Wochen/Monate, Auszeichnungen, Anmerkungen) | Höchstplatzierung, Gesamtwochen/‑monate, AuszeichnungChartplatzierungen (Jahr, Titel, #, Platzierungen, Wochen/Monate, Auszeichnungen, Anmerkungen) | Höchstplatzierung, Gesamtwochen/‑monate, AuszeichnungChartplatzierungen (Jahr, Titel, #, Platzierungen, Wochen/Monate, Auszeichnungen, Anmerkungen) | Höchstplatzierung, Gesamtwochen/‑monate, AuszeichnungChartplatzierungen (Jahr, Titel, #, Platzierungen, Wochen/Monate, Auszeichnungen, Anmerkungen) | Anmerkungen |
| Jahr | Titel #                                                                             | DE | AT | CH | UK | US | Anmerkungen |
| ---- | ----------------------------------------------------------------------------------- | --- | --- | --- | --- | --- | --- |
| 1969 | Concerto for Group and Orchestra II                                                 | DE22 (3 Mt.)DE | — | — | UK26 (4 Wo.)UK | US149 (8 Wo.)US | Erstveröffentlichung: Dezember 1969 mit dem Royal Philharmonic Orchestra aufgenommen am 24. September 1969 in der Royal Albert Hall                                                                                                |
| 1972 | Made in Japan II                                                                    | DE1 Platin · (20 Wo.)DE | AT1 Platin · (30 Wo.)AT | CH36 (2 Wo.)CH | UK16 Gold · (16 Wo.)UK | US6 Platin · (52 Wo.)US | Erstveröffentlichung: Dezember 1972 Verkäufe: 2.010.000; aufgenommen am 15., 16. und 17. August 1972 in Osaka und Tokio in der Schweiz erst mit der Neuausgabe von 2014 platziert                                                  |
| 1976 | Made in Europe III                                                                  | DE10 (4½ Mt.)DE | — | — | UK12 (6 Wo.)UK | US148 (6 Wo.)US | Erstveröffentlichung: Oktober 1976 aufgenommen vom 4. bis 7. April 1975 bei Auftritten in Graz, Saarbrücken und Paris |
| 1980 | Deep Purple In Concert II                                                           | — | — | — | UK30 (8 Wo.)UK | — | Erstveröffentlichung: Dezember 1980 Doppelalbum aufgenommen im Februar 1970 und März 1972 für die BBC |
| 1982 | Live in London III                                                                  | — | AT74 (1 Wo.)AT | — | UK23 (5 Wo.)UK | — | Erstveröffentlichung: August 1982 aufgenommen am 22. Mai 1974 in Österreich erst 2007 platziert |
| 1988 | Nobody’s Perfect II                                                                 | DE13 (14 Wo.)DE | AT16 (½ Mt.)AT | CH16 (5 Wo.)CH | UK38 (2 Wo.)UK | US105 (9 Wo.)US | Erstveröffentlichung: Juni 1988 Doppelalbum mit Aufnahmen vom 23. Mai 1987 bis 26. Februar 1988 |
| 1997 | Live at the Olympia ’96 VI                                                          | DE98 (1 Wo.)DE | — | — | — | — | Erstveröffentlichung: 9. Juni 1997 aufgenommen am 17. Juni 1996 im Olympia in Paris |
| 2000 | In Concert with the London Symphony Orchestra VI                                    | DE32 (4 Wo.)DE | — | CH65 (4 Wo.)CH | — | — | Erstveröffentlichung: 8. Februar 2000 aufgenommen am 25. und 26. September 1999 in der Royal Albert Hall |
| 2006 | Live at Montreux 1996 VI                                                            | DE92 (1 Wo.)DE | — | — | — | — | Erstveröffentlichung: Mai 2006 aufgenommen am 9. Juli 1996 im Stravinski Auditorium beim 30. Jubiläum des Montreux Jazz Festivals                                                                                                  |
| 2007 | Live at Montreux 2006 VII                                                           | DE64 (2 Wo.)DE | — | — | — | — | Erstveröffentlichung: 12. Juni 2007 aufgenommen am 15. Juli 2006 im Stravinski Auditorium beim 40. Jubiläum des Montreux Jazz Festivals                                                                                            |
| 2008 | Around the World Live VI / VII                                                      | DE34 (3 Wo.)DE | — | — | — | — | Erstveröffentlichung: 19. Mai 2008 DVD mit Aufnahmen von 1995 bis 2002 |
| 2011 | Phoenix Rising IV                                                                   | DE22 (2 Wo.)DE | AT50 (1 Wo.)AT | CH61 (1 Wo.)CH | — | — | Erstveröffentlichung: 11. Mai 2011 Verkäufe: 40.000; Touraufnahmen von 1975/76 |
| 2011 | Live at Montreux 2011 VII                                                           | DE43 (1 Wo.)DE | — | — | — | — | Erstveröffentlichung: 7. November 2011 aufgenommen am 16. Juli 2006 im Auditorium Stravinski beim 45. Jubiläum des Montreux Jazz Festivals                                                                                         |
| 2011 | The BBC Sessions 1968–1970 I                                                        | DE94 (1 Wo.)DE | — | — | — | — | Erstveröffentlichung: 7. November 2011 DVD |
| 2013 | Perfect Strangers – Live II                                                         | DE20 (3 Wo.)DE | AT53 (1 Wo.)AT | — | — | — | Erstveröffentlichung: 2013 aufgenommen am 12. Dezember 1984 in Sydney, Australien |
| 2014 | Live in Graz 1975 III                                                               | DE47 (1 Wo.)DE | AT8 (3 Wo.)AT | CH99 (1 Wo.)CH | UK92 (1 Wo.)UK | — | Erstveröffentlichung: September 2014 aufgenommen am 3. April 1975 |
| 2014 | Celebrating Jon Lord the Rock Legend – Live at the Royal Albert Hall III / VII      | DE12 (4 Wo.)DE | — | CH33 (3 Wo.)CH | — | — | Erstveröffentlichung: 2014 Liveaufnahme des Gedenkkonzerts für den 2012 verstorbenen Jon Lord; mit Bruce Dickinson, Glenn Hughes, Paul Weller, Rick Wakeman und anderen, begleitet vom Orion Orchester unter Leitung von Paul Mann |
| 2015 | Long Beach 1971 II                                                                  | DE68 (1 Wo.)DE | — | — | — | — | Erstveröffentlichung: Februar 2015 aufgenommen am 30. Juli 1971 in der Long Beach Arena in Kalifornien Erstveröffentlichung: 27. Februar 2015                                                                                      |
| 2015 | From the Setting Sun … In Wacken VII                                                | DE18 (3 Wo.)DE | AT31 (1 Wo.)AT | CH44 (1 Wo.)CH | — | — | Erstveröffentlichung: April 2015 aufgenommen beim Wacken Open Air 2013 |
| 2015 | … To the Rising Sun in Tokyo VII                                                    | DE21 (2 Wo.)DE | AT44 (1 Wo.)AT | CH52 (1 Wo.)CH | — | — | Erstveröffentlichung: April 2015 aufgenommen im Nippon Budōkan im April 2014 |
| 2016 | Long Beach 1976 IV                                                                  | DE89 (1 Wo.)DE | — | — | — | — | Erstveröffentlichung: Mai 2016 |
| 2017 | The Infinite Live Recordings Vol.1 VII                                              | DE66 (1 Wo.)DE | — | — | — | — | Erstveröffentlichung: 17. November 2017 aufgenommen beim Hellfest 2017 |
| 2019 | Live in Newcastle 2001                                                              | DE14 (2 Wo.)DE | AT25 (1 Wo.)AT | — | — | — | Erstveröffentlichung: 5. Juli 2019 |
| 2019 | Live in Rome 2013 VII                                                               | DE78 (1 Wo.)DE | — | — | — | — | Erstveröffentlichung: 6. Dezember 2019 |
| 2021 | Win Entertainment Centre Wollongong, Australia 2001/03/13 – Live in Wollongong 2001 | DE8 (1 Wo.)DE | AT23 (1 Wo.)AT | CH28 (1 Wo.)CH | — | — | Erstveröffentlichung: 13. August 2021 |
| 2021 | Hammersmith Apollo London, England 2002/02/22 – Live in London 2002                 | DE9 (1 Wo.)DE | AT25 (1 Wo.)AT | CH14 (1 Wo.)CH | — | — | Erstveröffentlichung: 13. August 2021 |
| 2022 | Bombay Calling (Live in 95)                                                         | DE12 (2 Wo.)DE | AT31 (1 Wo.)AT | CH32 (1 Wo.)CH | — | — | Erstveröffentlichung: 19. August 2022 |
| 2022 | Tokyo International Forum – Tokyo, Japan 2001/03/24–03/25                           | DE32 (1 Wo.)DE | AT59 (1 Wo.)AT | — | — | — | Erstveröffentlichung: 7. Oktober 2022 |
| 2022 | Hong Kong Coliseum – Hong Kong, China 2001/03/20                                    | DE38 (1 Wo.)DE | — | — | — | — | Erstveröffentlichung: 7. Oktober 2022 |
| 2022 | Live in Verona VII                                                                  | DE50 (1 Wo.)DE | — | CH73 (1 Wo.)CH | — | — | Erstveröffentlichung: 28. Oktober 2022 |

grau schraffiert: keine Chartdaten aus diesem Jahr verfügbar
Weitere Livealben
- 1977: Mk. IV • Last Concert in Japan (Verkäufe: + 100.000)
- 1980: Mk. II • Deep Purple in Concert
- 1988: Mk. II • Scandinavian Nights (Live 1970 in Stockholm)
- 1991: Mk. II • In the Absence of Pink (Knebworth 85)
- 1994: Mk. II • Come Hell or High Water (UK: Gold, Verkäufe: + 100.000)
- 1996: Mk. VI • Live at the Olympia ’96
- 1999: Mk. VI • Total Abandon: Live in Australia
- 2000: Mk. VI • Live at the Royal Albert Hall
- 2001: Mk. VI • Live at the Rotterdam Ahoy
- 2001: Mk. VI • The Soundboard Series
- 2007: Mk. II • Live in Stuttgart
- 2007: Mk. VII • Live at Montreux 2006: They All Came Down to Montreux
- 2011: Mk. VII • Live at Montreux 2011

Nachveröffentlichte Livealben
- 1968: Mk. I • Live in Inglewood (VÖ: 2004)
- 1969: Mk. II • Kneel & Pray (VÖ: 2004)
- 1970: Mk. II • Gemini Suite Live (VÖ: 1998)
- 1970: Mk. II • Scandinavian Nights (VÖ: 1988)
- 1970: Mk. II • Space Vol. 1 & 2 (VÖ: 2005)
- 1970: Mk. II • Live in Aachen 1970 [Official Archive] (VÖ: 2006)
- 1970–1972: Mk. II • Deep Purple in Concert (VÖ: 1980)
- 1972: Mk. II • Denmark 1972 (VÖ: 2004; 2013 unter dem Titel Live in Denmark 1972 bzw. Copenhagen 1972, Verkäufe: + 20.000)
- 1974: Mk. III • Live at the California Jam (VÖ: 1996)
- 1974: Mk. III • Just Might Take Your Life (VÖ: 1996, 2004)
- 1974: Mk. III • Perks and Tit (VÖ: 2004)
- 1974: Mk. III • The Final Concerts (VÖ: 1996)
- 1975: Mk. III • Live in Paris 1975 (VÖ: 2004, 2013)
- 1975: Mk. IV • This Time Around: Live in Tokyo (VÖ: 2001)
- 1976: Mk. IV • On the Wings of a Russian Foxbat (VÖ: 1995)
- 1985: Mk. II • In the Absence of Pink (VÖ: 1991)
- 1993: Mk. II • Live Across Europe 1993 (VÖ: 2006)
- 1996: Mk. VI • Live at Montreux 1996 (VÖ: 2006, Verkäufe: + 5.000)

### Kompilationen
| Jahr | Titel                                          | Höchstplatzierung, Gesamtwochen/‑monate, AuszeichnungChartplatzierungen (Jahr, Titel, Platzierungen, Wochen/Monate, Auszeichnungen, Anmerkungen) | Höchstplatzierung, Gesamtwochen/‑monate, AuszeichnungChartplatzierungen (Jahr, Titel, Platzierungen, Wochen/Monate, Auszeichnungen, Anmerkungen) | Höchstplatzierung, Gesamtwochen/‑monate, AuszeichnungChartplatzierungen (Jahr, Titel, Platzierungen, Wochen/Monate, Auszeichnungen, Anmerkungen) | Höchstplatzierung, Gesamtwochen/‑monate, AuszeichnungChartplatzierungen (Jahr, Titel, Platzierungen, Wochen/Monate, Auszeichnungen, Anmerkungen) | Höchstplatzierung, Gesamtwochen/‑monate, AuszeichnungChartplatzierungen (Jahr, Titel, Platzierungen, Wochen/Monate, Auszeichnungen, Anmerkungen) | Anmerkungen                                                                                  |
| Jahr | Titel                                          | DE | AT | CH | UK | US | Anmerkungen                                                                                  |
| ---- | ---------------------------------------------- | --- | --- | --- | --- | --- | -------------------------------------------------------------------------------------------- |
| 1972 | (Purple Passages)                              | — | — | — | — | US57 (20 Wo.)US | Erstveröffentlichung: November 1972                                                          |
| 1973 | Mark I & II                                    | DE18 Gold · (2 Mt.)DE | — | — | — | — | Erstveröffentlichung: Dezember 1973 Verkäufe: + 500.000                                      |
| 1975 | 24 Carat Purple                                | DE34 (4 Mt.)DE | AT6 (3 Mt.)AT | — | UK14 Silber · (17 Wo.)UK | — | Erstveröffentlichung: Juni 1975 Verkäufe: + 160.000                                          |
| 1977 | Powerhouse                                     | DE50 (½ Mt.)DE | — | — | — | — | Erstveröffentlichung: 9. November 1977 Verkäufe: + 100.000                                   |
| 1979 | The Mark II Purple Singles                     | — | — | — | UK24 (6 Wo.)UK | — | Erstveröffentlichung: April 1979                                                             |
| 1980 | Deepest Purple: The Very Best of Deep Purple   | DE— GoldDE | AT— GoldAT | — | UK1 Gold (EMI) + Silber (Parlophone) · (15 Wo.)UK                                                                                                | US148 Platin · (4 Wo.)US | Erstveröffentlichung: 4. Juli 1980 Verkäufe: + 1.525.000; erweiterte Neuauflage Oktober 2010 |
| 1985 | Greatest Purple                                | DE14 (9 Wo.)DE | AT28 (½ Mt.)AT | — | — | — | Erstveröffentlichung: Januar 1985                                                            |
| 1985 | The Anthology                                  | — | — | — | UK50 (3 Wo.)UK | — | Erstveröffentlichung: Mai 1985                                                               |
| 1993 | Singles A’s and B’s                            | DE78 (9 Wo.)DE | — | — | — | — | Erstveröffentlichung: 18. Januar 1993 Singleveröffentlichungen von 1968 bis 1976             |
| 1998 | 30: Very Best of – 30th Anniversary Collection | DE73 (3 Wo.)DE | — | — | UK39 Gold · (3 Wo.)UK | — | Erstveröffentlichung: 12. Oktober 1998 Verkäufe: + 130.000; wahlweise 18 oder 28 Titel       |
| 2000 | Very Best of                                   | — | — | — | UK43 (3 Wo.)UK | — | Erstveröffentlichung: Mai 2000                                                               |
| 2005 | The Platinum Collection                        | — | AT63 (2 Wo.)AT | CH89 (2 Wo.)CH | UK39 Silber · (2 Wo.)UK | — | Erstveröffentlichung: 21. März 2005 Verkäufe: + 60.000                                       |
| 2016 | The Vinyl Collection                           | DE86 (1 Wo.)DE | — | — | — | — | Erstveröffentlichung: 29. Januar 2016                                                        |
| 2017 | A Fire in the Sky                              | DE65 (1 Wo.)DE | — | CH100 (1 Wo.)CH | — | — | Erstveröffentlichung: 3. November 2017                                                       |

grau schraffiert: keine Chartdaten aus diesem Jahr verfügbar
Weitere Kompilationen
- 1994: Smoke on the Water: The Best of (Verkäufe: + 200.000)

### EPs
- 1972: April
- 1973: New Live & Rare
- 1976: New Live & Rare Vol. 2
- 1979: Deep Purple in Rock
- 1980: Burn (Live)
- 1980: New Live & Rare Vol. 3
- 1988: Bad Attitude
- 2005: Rhino HI-Five: Deep Purple

## Singles
| Jahr | Titel Album                                              | Höchstplatzierung, Gesamtwochen/‑monate, AuszeichnungChartplatzierungen (Jahr, Titel, Album, Platzierungen, Wochen/Monate, Auszeichnungen, Anmerkungen) | Höchstplatzierung, Gesamtwochen/‑monate, AuszeichnungChartplatzierungen (Jahr, Titel, Album, Platzierungen, Wochen/Monate, Auszeichnungen, Anmerkungen) | Höchstplatzierung, Gesamtwochen/‑monate, AuszeichnungChartplatzierungen (Jahr, Titel, Album, Platzierungen, Wochen/Monate, Auszeichnungen, Anmerkungen) | Höchstplatzierung, Gesamtwochen/‑monate, AuszeichnungChartplatzierungen (Jahr, Titel, Album, Platzierungen, Wochen/Monate, Auszeichnungen, Anmerkungen) | Höchstplatzierung, Gesamtwochen/‑monate, AuszeichnungChartplatzierungen (Jahr, Titel, Album, Platzierungen, Wochen/Monate, Auszeichnungen, Anmerkungen) | Anmerkungen |
| Jahr | Titel Album                                              | DE | AT | CH | UK | US | Anmerkungen |
| ---- | -------------------------------------------------------- | --- | --- | --- | --- | --- | --- |
| 1968 | Hush Shades of Deep Purple                               | — | — | CH7 (4 Wo.)CH | UK62 (2 Wo.)UK | US4 (10 Wo.)US | Erstveröffentlichung: 21. Juni 1968                                                                                |
| 1968 | Kentucky Woman The Book of Taliesyn                      | — | — | — | — | US38 (8 Wo.)US | Erstveröffentlichung: 7. Oktober 1968                                                                              |
| 1969 | River Deep – Mountain High The Book of Taliesyn          | — | — | — | — | US53 (5 Wo.)US | Erstveröffentlichung: 3. Januar 1969                                                                               |
| 1969 | Hallelujah –                                             | — | AT16 (1 Mt.)AT | — | — | — | Erstveröffentlichung: 25. Juli 1969                                                                                |
| 1970 | Speed King In Rock                                       | DE38 (½ Mt.)DE | — | — | — | — | Erstveröffentlichung: 14. Mai 1970                                                                                 |
| 1970 | Black Night –                                            | DE2 (27 Wo.)DE | AT4 (3 Mt.)AT | CH1 (14 Wo.)CH | UK2 (21 Wo.)UK | US66 (6 Wo.)US | Erstveröffentlichung: 5. Juni 1970                                                                                 |
| 1971 | Strange Kind of Woman –                                  | DE8 (16 Wo.)DE | AT14 (1 Mt.)AT | — | UK8 (12 Wo.)UK | — | Erstveröffentlichung: 12. Februar 1971                                                                             |
| 1971 | Fireball                                                 | DE19 (23 Wo.)DE | — | — | UK15 (13 Wo.)UK | — | Erstveröffentlichung: 23. September 1971                                                                           |
| 1972 | Never Before Machine Head                                | DE20 (13 Wo.)DE | — | CH4 (10 Wo.)CH | UK35 (6 Wo.)UK | — | Erstveröffentlichung: 17. März 1972                                                                                |
| 1973 | Smoke on the Water Machine Head                          | DE20 (15 Wo.)DE | AT11 (4 Mt.)AT | — | UK21 Gold · (7 Wo.)UK | US4 Gold · (16 Wo.)US | Erstveröffentlichung: 1. Mai 1973 Verkäufe: + 1.590.000; Platz 56 der Rolling-Stone-500 Rock and Roll Hall of Fame |
| 1973 | Woman from Tokyo Who Do We Think We Are                  | DE16 (11 Wo.)DE | — | — | — | US60 (6 Wo.)US | Erstveröffentlichung: 7. August 1973                                                                               |
| 1974 | Might Just Take Your Life Burn                           | — | — | — | — | US91 (4 Wo.)US | Erstveröffentlichung: 5. März 1974                                                                                 |
| 1978 | Burn (Live) New, Live and Rare Vol. 2 (EP)               | — | — | — | UK45 (3 Wo.)UK | — | |
| 1980 | Black Night (Live) In Concert                            | — | — | — | UK43 (6 Wo.)UK | — | |
| 1980 | Smoke on the Water (Live) New, Live and Rare Vol. 3 (EP) | — | — | — | UK48 (3 Wo.)UK | — | in den UK-Charts als EP geführt; sie enthält außerdem Liveversionen von Bird Has Flown und Grabsplatter            |
| 1984 | Perfect Strangers                                        | — | — | — | UK48 (3 Wo.)UK | — | |
| 1984 | Knocking at Your Back Door Perfect Strangers             | — | — | — | UK68 (2 Wo.)UK | US61 (7 Wo.)US | Erstveröffentlichung: Dezember 1984                                                                                |
| 1987 | Call of the Wild The House of Blue Light                 | — | — | — | UK92 (3 Wo.)UK | — | |
| 1988 | Hush Nobody’s Perfect                                    | — | — | — | UK62 (2 Wo.)UK | — | Neuaufnahme der Debütsingle von 1968                                                                               |
| 1990 | King of Dreams Slaves and Masters                        | — | — | — | UK70 (2 Wo.)UK | — | |
| 1991 | Love Conquers All Slaves and Masters                     | — | — | — | UK57 (2 Wo.)UK | — | |
| 1995 | Black Night (Remix) –                                    | — | — | — | UK66 (2 Wo.)UK | — | |
| 2013 | Above and Beyond Now What?!                              | DE100 (1 Wo.)DE | — | — | — | — | Erstveröffentlichung: 25. Oktober 2013                                                                             |

grau schraffiert: keine Chartdaten aus diesem Jahr verfügbar
Weitere Singles
- 1969: Anthem
- 1969: Emmaretta
- 1969: Help
- 1970: Concerto
- 1970: Flight of the Rat
- 1970: Child in Time
- 1971: No No No
- 1972: Black Night (Live)
- 1972: Child in Time (Live)
- 1972: Lazy
- 1972: Highway Star
- 1973: Space Truckin
- 1973: Super Trouper
- 1973: Smoke on the Water (Live)
- 1974: Burn
- 1974: Lady Double Dealer
- 1974: You Can’t Do It Right
- 1975: Lay Down, Stay Down
- 1975: Stormbringer
- 1975: Gettin’ Tighter
- 1975: You Keep On Moving
- 1977: The Bird Has Flown
- 1984: Nobody’s Home
- 1987: Bad Attitude
- 1993: Anya
- 1993: Time to Kill
- 1993: Talk About Love
- 1993: The Battle Rages On
- 1994: Anyone’s Daughter
- 1996: Aviator
- 1996: Hey Cisco
- 1996: Sometimes I Feel Like Screaming
- 1996: The Turtle Island Shuffle
- 1996: Don’t Hold Your Breath
- 1998: Any Fule Kno That
- 1998: Don’t Make Me Happy
- 1998: Jack Ruby
- 1998: Whatsername
- 1999: Black Night (Live in Australia 1999)
- 1999: Smoke on the Water (Live 1999)
- 2005: The Well-Dressed Guitar
- 2013: All the Time in the World
- 2013: Vincent Price
- 2013: Above & Beyond
- 2017: Time For Bedlam
- 2017: All I Got Is You
- 2017: Johnny’s Band
- 2017: The Surprising
- 2020: Throw My Bones
- 2020: Man Alive
- 2020: Nothing At All
- 2024: Portable Door
- 2024: Pictures of You
- 2024: Lazy Sod

## Videoalben
| Jahr | Titel #                                                    | Höchstplatzierung, Gesamtwochen, AuszeichnungChartplatzierungen (Jahr, Titel, #, Platzierungen, Wochen, Auszeichnungen, Anmerkungen) | Höchstplatzierung, Gesamtwochen, AuszeichnungChartplatzierungen (Jahr, Titel, #, Platzierungen, Wochen, Auszeichnungen, Anmerkungen) | Höchstplatzierung, Gesamtwochen, AuszeichnungChartplatzierungen (Jahr, Titel, #, Platzierungen, Wochen, Auszeichnungen, Anmerkungen) | Höchstplatzierung, Gesamtwochen, AuszeichnungChartplatzierungen (Jahr, Titel, #, Platzierungen, Wochen, Auszeichnungen, Anmerkungen) | Höchstplatzierung, Gesamtwochen, AuszeichnungChartplatzierungen (Jahr, Titel, #, Platzierungen, Wochen, Auszeichnungen, Anmerkungen) | Anmerkungen |
| Jahr | Titel #                                                    | DE | AT | CH | UK | US | Anmerkungen |
| ---- | ---------------------------------------------------------- | --- | --- | --- | --- | --- | --- |
| 1988 | Live in Concert 1972/73 II                                 | — | — | — | UK36 (2 Wo.)UK | — | Erstveröffentlichung: 1988 (VHS)/2005 (DVD)                                                                                                |
| 1994 | Come Hell or High Water II                                 | — | — | — | UK13 Gold · (12 Wo.)UK | — | Erstveröffentlichung: 1994 (VHS)/2001 (DVD) Verkäufe: + 40.000                                                                             |
| 2000 | Live at the Royal Albert Hall VII                          | — | — | — | UK30 (11 Wo.)UK | — | Erstveröffentlichung: 2000 |
| 2000 | Around the World 1995–1999 VII                             | — | — | CH7 (4 Wo.)CH | UK15 (1 Wo.)UK | — | Erstveröffentlichung: 2000 |
| 2001 | Perihelion VII                                             | — | — | — | UK32 (2 Wo.)UK | — | Erstveröffentlichung: 2001 Verkäufe: + 7.500                                                                                               |
| 2002 | Concerto for Group and Orchestra II                        | — | — | — | UK50 (1 Wo.)UK | — | Erstveröffentlichung: 2002 |
| 2005 | Deep Purple Live in Concert 72/73 II                       | DE77 (1 Wo.)DE | — | — | — | US— GoldUS | Erstveröffentlichung: 25. Juli 2005 Verkäufe: + 67.500; unter anderem aufgezeichnet im März 1972 in Kopenhagen und im Mai 1973 in New York |
| 2007 | They All Came Down to Montreux: Live at Montreux 2006 VIII | — | — | — | UK8 (29 Wo.)UK | — | Erstveröffentlichung: 12. Juli 2007 |
| 2009 | History, Hits & Highlights ’68 – ’76 I – IV                | — | — | — | UK4 (5 Wo.)UK | — | Erstveröffentlichung: 12. Juli 2009 |
| 2011 | Live at Montreux 2011 VIII                                 | — | — | CH7 (2 Wo.)CH | UK14 (5 Wo.)UK | — | Erstveröffentlichung: 8. November 2011 |
| 2013 | Perfect Strangers Live                                     | — | — | — | UK1 (11 Wo.)UK | — | Erstveröffentlichung: 2013 |
| 2014 | Live In Verona                                             | — | — | CH3 (1 Wo.)CH | UK4 (2 Wo.)UK | — | Erstveröffentlichung: 10. Oktober 2014 |
| 2015 | From the Setting Sun … In Wacken                           | — | — | CH1 (3 Wo.)CH | UK1 (10 Wo.)UK | — | Erstveröffentlichung: 2015 |
| 2015 | … To the Rising Sun in Tokyo                               | — | — | CH5 (1 Wo.)CH | UK2 (9 Wo.)UK | — | Erstveröffentlichung: 2015 |
| 2016 | California Jam 1974                                        | — | — | CH8 (2 Wo.)CH | UK33 (1 Wo.)UK | — | Erstveröffentlichung: 2. Dezember 2016 |

Weitere Videoalben
- 1972: Mk. II • Scandinavian Nights (Live in Denmark) (Machine Head Live 1972)
- 1974: Mk. III • Live in California ’74 (VÖ: 1974, 2006, Verkäufe: + 10.000)
- 1975: MK. IV • Phoenix Rising (VÖ: 2011; auch als Blu-ray-Disc)
- 1976: Mk. IV • Deep Purple Rises over Japan
- 1987: Mk. II • The Videosingles
- 1987: Mk. II • Bad Attitude (CD Video)
- 1990: Mk. II • Doing Their Thing
- 1991: Mks I-V • Heavy Metal Pioneers [Rockumentary]
- 2000: Mk. VII • Bombay Calling (Verkäufe: + 7.500)
- 2000: Mk. VII • Live in Australia: Total Abandon (Verkäufe: + 15.000)
- 2001: Machine Head (Verkäufe: + 7.500)
- 2001: New, Live & Rare – The Video Collection 1984–2000
- 2003: Mk. II • Special Edition EP
- 2003: Masters from the Vaults
- 2003: Mk. VII • Live Encounters
- 2004: Rock Review 1969–1972
- 2004: Live Encounters
- 2005: Mk. II • Live in Concert ’72/73
- 2005: Mk. III • Live in California ’74
- 2006: Mk. VII • Live at Montreux 1996

## Sonderveröffentlichungen
- 1975: Mk. IV • Days May Come & Days May Go (Probeaufnahme)
- 1975: Mk. IV • 1420 Beachwood Drive (Probeaufnahme)
- 1990: Black Night – Best (Fremdkompilation, Zounds)
- 1996: Child in Time – Best II (Fremdkompilation, Zounds, 1971–1995, alle Titel digital remastert)

## Statistik

### Chartauswertung
|                     | DE     | AT     | CH     | UK     | US     |
| ------------------- | ------ | ------ | ------ | ------ | ------ |
| Nummer-eins-Alben   | DE10DE | AT4AT  | CH4CH  | UK3UK  | US—US  |
| Top-10-Alben        | DE19DE | AT14AT | CH9CH  | UK11UK | US3US  |
| Alben in den Charts | DE57DE | AT31AT | CH29CH | UK34UK | US23US |

|                       | DE    | AT    | CH    | UK     | US    |
| --------------------- | ----- | ----- | ----- | ------ | ----- |
| Nummer-eins-Singles   | DE—DE | AT—AT | CH1CH | UK—UK  | US—US |
| Top-10-Singles        | DE2DE | AT1AT | CH3CH | UK2UK  | US2US |
| Singles in den Charts | DE8DE | AT4AT | CH3CH | UK16UK | US8US |

|                          | DE    | AT    | CH    | UK     | US    |
| ------------------------ | ----- | ----- | ----- | ------ | ----- |
| Nummer-eins-Videoalben   | DE—DE | AT—AT | CH1CH | UK2UK  | US—US |
| Top-10-Videoalben        | DE—DE | AT—AT | CH6CH | UK6UK  | US—US |
| Videoalben in den Charts | DE—DE | AT—AT | CH6CH | UK14UK | US—US |

### Auszeichnungen für Musikverkäufe
| Silberne Schallplatte - Europa (Impala) - 2014: für das Album Copenhagen 1972 2× Silberne Schallplatte - Europa (Impala) - 2011: für das Album Phoenix Rising Goldene Schallplatte - Argentinien - 1998: für das Album 30: Very Best of – 30th Anniversary Collection - Australien - 1984: für das Album Perfect Strangers - 2001: für das Videoalbum Bombay Calling - 2005: für das Videoalbum Live in Concert 72/73 - 2006: für das Videoalbum Perihelion - 2007: für das Videoalbum Machine Head - Brasilien - 2024: für die Single Smoke on the Water - 2024: für das Album Machine Head - Frankreich - 1977: für das Album Burn - 1977: für das Album Deep Purple in Rock - 1977: für das Album Made in Japan - 1977: für das Album Stormbringer - 1977: für das Album Who Do We Think We Are - 2005: für das Videoalbum Live in Concert 72/73 - 2006: für das Videoalbum Live in California ’74 - Italien - 2017: für das Album Machine Head - 2019: für das Album Deep Purple in Rock - Japan - 1976: für das Album 24 Carat Purple - 1977: für das Album Powerhouse - 1977: für das Album Last Concert in Japan - 1993: für das Album Made in Japan - 1993: für das Album Machine Head - 1993: für das Album Deep Purple in Rock - Kanada - 1987: für das Album The House of Blue Light - 2011: für das Videoalbum Live at Montreux 1996 - Niederlande - 2002: für das Album Fireball - 2002: für das Album Deep Purple in Rock - Polen - 2013: für das Album Now What?! - 2017: für das Album Infinite - Russland - 2003: für das Album Bananas - 2013: für das Album Now What?! - 2017: für das Album Infinite - Schweden - 1973: für das Album Fireball - 1975: für das Album Burn - 1975: für das Album Stormbringer - Spanien - 2024: für die Single Smoke on the Water - Tschechien - 1979: für das Album Come Taste the Band - 2014: für das Album Now What?! - 2017: für das Album Infinite - Ungarn - 2017: für das Album Infinite | 2× Goldene Schallplatte - Frankreich - 1977: für das Album Machine Head - 1998: für das Album Smoke on the Water: The Best of Platin-Schallplatte - Australien - 1982: für das Album Deepest Purple: The Very Best of Deep Purple - 2001: für das Videoalbum Live in Australia: Total Abandon - 2013: für das Videoalbum Come Hell or High Water - Italien - 2013: für das Album Made in Japan - 2024: für die Single Smoke on the Water - Kanada - 1985: für das Album Perfect Strangers - Neuseeland - 1985: für das Album Perfect Strangers - 2021: für die Single Smoke on the Water - Spanien - 2001: für das Album Made in Japan 2× Platin-Schallplatte - Neuseeland - 1980: für das Album Deepest Purple: The Very Best of Deep Purple Diamantene Schallplatte - Europa (Impala) - 2014: für das Album Now What?! |

Anmerkung: Auszeichnungen in Ländern aus den Charttabellen bzw. Chartboxen sind in ebendiesen zu finden.
| Land/RegionAuszeichnungen für Musikverkäufe (Land/Region, Auszeichnungen, Verkäufe, Quellen) | Silber     | Gold       | Platin       | Diamant  | Verkäufe  | Quellen                                                     |
| -------------------------------------------------------------------------------------------- | ---------- | ---------- | ------------ | -------- | --------- | ----------------------------------------------------------- |
| Argentinien (CAPIF)                                                                          | —          | Gold1      | —            | —        | 30.000    | capif.org.ar (Memento vom 6. Juli 2011 im Internet Archive) |
| Australien (ARIA)                                                                            | —          | 5× Gold5   | 3× Platin3   | —        | 130.000   | aria.com.au                                                 |
| Brasilien (PMB)                                                                              | —          | 2× Gold2   | —            | —        | 130.000   | pro-musicabr.org.br                                         |
| Deutschland (BVMI)                                                                           | —          | 8× Gold8   | Platin1      | —        | 2.100.000 | musikindustrie.de                                           |
| Europa (Impala)                                                                              | 3× Silber3 | —          | —            | Diamant1 | (260.000) | Einzelnachweise                                             |
| Finnland (IFPI)                                                                              | —          | —          | —            | —        | 12.745    | Einzelnachweise                                             |
| Frankreich (SNEP)                                                                            | —          | 11× Gold11 | —            | —        | 921.800   | infodisc.fr                                                 |
| Italien (FIMI)                                                                               | —          | 2× Gold2   | 2× Platin2   | —        | 220.000   | fimi.it                                                     |
| Japan (RIAJ)                                                                                 | —          | 6× Gold6   | —            | —        | 600.000   | riaj.or.jp                                                  |
| Kanada (MC)                                                                                  | —          | 2× Gold2   | Platin1      | —        | 155.000   | musiccanada.com                                             |
| Neuseeland (RMNZ)                                                                            | —          | —          | 4× Platin4   | —        | 90.000    | Einzelnachweise                                             |
| Niederlande (NVPI)                                                                           | —          | 2× Gold2   | —            | —        | 100.000   | nvpi.nl                                                     |
| Österreich (IFPI)                                                                            | —          | Gold1      | Platin1      | —        | 75.000    | ifpi.at                                                     |
| Polen (ZPAV)                                                                                 | —          | 2× Gold2   | —            | —        | 20.000    | olis.pl                                                     |
| Russland (NFPF)                                                                              | —          | 3× Gold3   | —            | —        | 60.000    | 2m-online.ru                                                |
| Schweden (IFPI)                                                                              | —          | 3× Gold3   | —            | —        | 125.000   | Einzelnachweise                                             |
| Schweiz (IFPI)                                                                               | —          | 2× Gold2   | —            | —        | 50.000    | hitparade.ch                                                |
| Spanien (Promusicae)                                                                         | —          | Gold1      | Platin1      | —        | 130.000   | elportaldemusica.es ES2                                     |
| Tschechien (IFPI)                                                                            | —          | 3× Gold3   | —            | —        | 55.000    | Einzelnachweise                                             |
| Ungarn (MAHASZ)                                                                              | —          | Gold1      | —            | —        | 1.000     | slagerlistak.hu                                             |
| Vereinigte Staaten (RIAA)                                                                    | —          | 7× Gold7   | 5× Platin5   | —        | 9.009.500 | riaa.com                                                    |
| Vereinigtes Königreich (BPI)                                                                 | 6× Silber6 | 9× Gold9   | —            | —        | 1.589.700 | bpi.co.uk                                                   |
| Insgesamt                                                                                    | 9× Silber9 | 71× Gold71 | 18× Platin18 | Diamant1 |           |                                                             |